# Bertram Meier
Pour les articles homonymes, voir Meier.
Bertram Johannes Meier, né à Buchloe le 20 juillet 1960, est un prélat allemand, évêque du diocèse d'Augsbourg depuis le 29  janvier 2020.

## Biographie
Bertram Meier est né à Buchloe dans une famille dont le père Hans (mort en 1989) était protestant et la mère Erna était catholique originaire des Sudètes. Le père a été maire de Kaufering où Bertram Meier et sa sœur ont été élevés.

### Formation
Après son baccalauréat (Abitur), il entre au séminaire où il étudie la philosophie et la théologie auprès de l'université d'Augsbourg de 1978 à 1980. Puis il entre à l'université pontificale grégorienne de Rome, en demeurant au Collège pontifical germano-hongrois de 1980 à 1985. 
Il est ordonné prêtre le 10 octobre 1985 pour le diocèse d'Augsbourg à Rome par le cardinal König.

### Prêtre
En 1988, Bertram Meier devient membre de l'assocation estudiantine KAV Capitolina Roma. En 1989, il poursuit son doctorat de théologie en dogmatique et présente une thèse sur l'œuvre de l'évêque de Ratisbonne, Johann Michael Sailer. Il retourne dans sa patrie où il est nommé vicaire de la paroisse Saint-Jean-Baptiste de Neu-Ulm pendant quelques mois. En 1990, il est admis à l'Académie pontificale ecclésiastique qui forme les diplomates du Saint-Siège, mais il quitte ses études un an plus tard. Il devient vicaire de la paroisse Saint-Pierre de Neubourg en mars 1991. Il est aumônier de la pastorale des jeunes, puis devient curé de Saint-Jean-Baptiste de Neu-Ulm de 1992 à 1996; il est doyen du doyenné de Neu-Ulm à partir de 1994 et aumônier de l'université des sciences appliquées de Kempten.
En 1996, il entre au Secrétariat d'État du Saint-Siège comme chef de la section de langue allemande. Il est aussi vice-recteur du cimetière teutonique de Rome et du collège sacerdotal allemand de Rome. Il termine ses études de théologie dogmatique et de théologie œcuménique auprès de la Grégorienne. Le 6 juillet 2000, l'abbé Meier est nommé chapelain de Sa Sainteté avec le droit de porter le titre de Monseigneur. Le 1er août 2000, il est nommé chanoine du chapitre de la cathédrale Notre-Dame d'Augsbourg et responsable du bureau pour le dialogue œcuménique et interreligieux des questions portant sur l'Église universelle, les missions, le développement, les ordres religieux et en même temps responsable du bureau diocésain de l'œuvre pontificale pour les professions spirituelles (PWB). Le 12 juillet 2001 il est promu au rang de prélat d'honneur de Sa Sainteté. 
De 2007 à 2014, il travaille pour la Conférence épiscopale de Freising et au comité d'État des catholiques de Bavière (Landeskomitee der Katholiken in Bayern). En 2007, il est nommé prêcheur à la cathédrale d'Augsbourg et le 9 juillet 2012, doyen de la cathédrale. 
De 2002 à 2011, il préside le groupe de travail des Églises chrétiennes en Allemagne (ACK, Arbeitsgemeinschaft Christlicher Kirchen in Deutschland) d'Augsbourg. Mgr Meier représente les sept diocèses catholiques bavarois au conseil d'administration de l'ACK en Bavière à partir de 2005; il en est le premier président en 2013 et il est réélu en 2017. En 2012, il devient membre de la délégation de l'ACK sur nomination de la Conférence épiscopale allemande. En 2011, il est élu pour cinq ans président de la conférence des officiaux religieux d'Allemagne. Il est membre pour l'Église universelle de la Conférence épiscopale allemande. Comme représentant au niveau diocésain, il représente les diocèses bavarois pendant cinq ans. En 2011, il est élu pour un mandat quinquennal  au conseil de la sous-commission sur les questions relatives aux missions étrangères de la Conférence épiscopale. Mgr Konrad Zdarsa le nomme au IIIe département diocésain sur la vie de l'Église. En 2014, il est nommé directeur du IIe département pour le service pastoral et directeur de l'hôtel Saint-Ulrich. Le même évêque le nomme aussi vicaire épiscopal chargé des questions d'œcuménisme et du dialogue interreligieux. Le 8 juillet 2019, il est élu par le chapitre de la cathédrale administrateur diocésain.

### Évêque
Bertram Meier est nommé évêque d'Augsbourg le 29 janvier 2020 par le pape François. Sa consécration épiscopale prévue pour le 21 mars suivant est repoussée à cause de l'épidémie du nouveau coronavirus. Le 25 mars 2020, le pape François le nomme administrateur apostolique sede vacante et ad nutum Sanctae Sedis, ce qui lui confère les droits administratifs d'un évêque diocésain qui ne nécessitent pas la consécration. Finalement, il est consacré le 6 juin 2020 en la cathédrale d'Augsbourg par le cardinal Marx, archevêque de Munich, avec l'assistance de Mgr Nikola Eterović, nonce apostolique en Allemagne, et l'archevêque de Bamberg, Mgr Ludwig Schick.
Il prend la tête d'un diocèse où le nombre de baptêmes catholiques s'effondre (84% de la population en 1959, 66% en 2006 et 54% de la population en 2018) et où les vocations sacerdotales ainsi que les vocations religieuses masculines ou féminines disparaissent. Il se montre critique des positions du cardinal Müller à propos de la gestion de la épidémie du covid-19 en Allemagne, accusant certains politiques de limiter la liberté de l'Église, ce que Mgr Meier contredit,.

## Publications
- Die Kirche der wahren Christen: Johann Michael Sailers Kirchenverständnis zwischen Unmittelbarkeit und Vermittlung. Kohlhammer 1990,  (ISBN 3-17-011017-9) (thèse de maîtrise)
- Lebensbaum nicht Marterpfahl. Süddt. Verlags-Gesellschaft, Ulm 1996 (2e éd.),  (ISBN 3-88294-225-8)
- Frauen begegnen Jesus: Anstöße aus dem Neuen Testament. Johannes, Leutesdorf 1999,  (ISBN 3-7794-1422-8)
- Mehr Glauben wagen. Sankt Ulrich, Augsburg 2001,  (ISBN 3-929246-70-8)
- Keine Zeit, Gott zu verschweigen: Anstöße für ein Europa aus der Kraft des Christentums. Unio, Fremdingen 2005,  (ISBN 3-935189-22-2)
- Gehen, Stehen, Sitzen, Liegen: eine kleine Theologie der Haltungen. Augsburg 2006,  (ISBN 3-00-020391-5)
- Der Dom predigt., Kunstverlag Fink Lindenberg 2011 (2e éd.),  (ISBN 978-3-89870-585-1)
- Zeit und Ewigkeit. Weihnachtliche Betrachtungen. Christliche Familie, Köln 2010,  (ISBN 978-3-939168-13-3)
- Treue und Anbetung. Dominus, Augsburg 2011,  (ISBN 978-3-940879-14-1)
- Absichtslos Laternen anzünden. Kunstverlag Josef Fink, Lindenberg 2014.
- Neue Evangelisierung – Kirche konkret. Personen – Positionen – Perspektiven. Festschrift für Bischof Dr. Konrad Zdarsa zum 70. Geburtstag. éd. avec Harald Heinrich et Gerda Riedl. Verlag Ferdinand Schöningh, Paderborn 2014,  (ISBN 978-3-506-76652-6).
- Stallgeruch, nicht Aftershave! Gedanken zum Priestersein. Kunstverlag Josef Fink, Lindenberg 2015,  (ISBN 978-3-898-70970-5).
- Erzwungene Distanz – gesuchte Nähe. Bischof werden im Corona-Modus. Augsburg 2020,  (ISBN 978-3-00-065925-6).